# Rzeźba św. Jadwigi na narożniku kamienicy Rynek nr 4 w Chełmsku Śl.
Rzeźba św. Jadwigi na narożniku kamienicy Rynek nr 4 w Chełmsku Śl. – gotycka rzeźba przedstawiającą św. Jadwigę, znajdująca się na narożniku kamienicy w Chełmsku Śl.
Pochodzi z ok. 1500 r. i przedstawia św. Jadwigę, patronkę Śląska, która w ręku trzyma kościół, prawdopodobnie to pierwszy kościół w mieście.